# 알로사우루스과
알로사우루스과(Allosauridae)는 수각류 공룡의 한 과이다. 사우로파가낙스와 알로사우루스 등으로 이루어져 있다.